# Marcelo Zamora
Marcelo Zamora Gonzales (Lima, 24 de enero de 1987) es un futbolista peruano. Juega de defensa central y actualmente está sin equipo. Es hermano gemelo del también futbolista José Zamora.

## Clubes
| Club                      | País | Año         |
| ------------------------- | ---- | ----------- |
| Deportivo Municipal       | Perú | 2008        |
| Real Academia             | Perú | 2009        |
| CNI                       | Perú | 2010 - 2011 |
| Cienciano                 | Perú | 2012        |
| CNI FC                    | Perú | 2013        |
| Hijos de Acosvinchos      | Perú | 2014        |
| Huracán de Trapiche       | Perú | 2014        |
| Aurora Chancayllo         | Perú | 2014        |
| Cultural Géminis          | Perú | 2015        |
| Juventud América (Cañete) | Perú | 2015        |
| Comerciantes Unidos       | Perú | 2015        |
| Deportivo Hualgayoc       | Perú | 2017        |
| Alianza Atlético          | Perú | 2018        |
| Alfonso Ugarte            | Perú | 2019        |
| Juan Aurich               | Perú | 2020        |

## Palmarés
| Título                    | Club                | País | Año  |
| ------------------------- | ------------------- | ---- | ---- |
| Segunda División del Perú | Comerciantes Unidos | Perú | 2015 |